# Takahiro Ōkubo
Takahiro Ōkubo (jap. 大久保 貴広, Ōkubo Takahiro; * 29. April 1974 in der Präfektur Shizuoka) ist ein ehemaliger japanischer Fußballspieler.

## Karriere
Ōkubo erlernte das Fußballspielen in der Schulmannschaft der Hamamatsu Minami High School und der Universitätsmannschaft der Shizuoka-Universität. Seinen ersten Vertrag unterschrieb er 1997 bei den Yokohama Flügels, die in der höchsten Liga des Landes, der J1 League, spielten. Für den Verein absolvierte er sieben Erstligaspiele. 1999 wechselte er zum Drittligisten Honda FC. Für den Verein absolvierte er 71 Spiele. Ende 2001 beendete er seine Karriere als Fußballspieler.

## Erfolge
Yokohama Flügels
- Kaiserpokal

Sieger: 1998
Finalist: 1997